# Григор'єв Антон Олексійович
Григор'єв Антон Олексійович (30 січня 1926, Київ — 30 листопада 2001, Москва) — радянський оперний співак (ліричний тенор) і педагог. Соліст Большого театру, Народний артист РРФСР.

## З життєпису
У 1952 році Григор'єв закінчив Київську консерваторію (клас М. В. Микиші). До цього часу він вже був солістом Київської філармонії, а в 1953 році став солістом московського Большого театру. Дебютною для нього стала роль Тріке в «Євгенії Онєгіні». Надалі протягом 30 років на сцені Большого театру він виконував партії, призначені для ліричного тенора і відповідали м'якому тембру його голосу:
- Берендей (Снігуронька)
- Володимир Ігорович (Князь Ігор)
- Ленський (Євгеній Онєгін)
- Юродивий (Борис Годунов)
- Індійський гість (Садко)
- Боян (Руслан і Людмила)
- Герцог (Ріголетто)
- Альфред (Травіата)
- Вертер (Вертер, Ж. Массне)
- Фауст (Фауст)
- Торквемада (Іспанська година, М. Равель) (в тому числі в першій постановці опери на російській сцені 28 жовтня 1978 року)
- Ерік (Летючий голландець)
- Фра-Дияволо (Фра-Дияволо, Д. Обер)
- П'єр Безухов (Війна і мир)
- Молодий артист (Жовтень, В. Мураделі)